# GS Diagoras Rodos
Jimnastikos Silogos Diagoras Rodos (gr. Γυμναστικός Σύλλογος Διαγόρας Ρόδου) – grecki klub piłkarski, grający obecnie w Football League, mający siedzbię w mieście Rodos, leżącym na wyspie o tej samej nazwie.

## Historia
Klub został założony w 1905 roku. Nazwa klubu wzięła się od imienia Diagorasa, olimpijczyka i antycznego boksera, wywodzącego się z wyspy Rodos. Początkowo klub grał w rozgrywkach imperium osmańskiego, a od 1912 roku Dodekanezu, po uzyskaniu niepodległości przez ten archipelag. Podczas wojen bałkańskich zespół nie rozgrywał żadnych spotkań, a w latach 1929-1945 był rozwiązany. Po uzyskaniu niepodległości Diagoras Rodos został utworzony na nowo i przywrócony do rozgrywek w Grecji. W latach 1986–1989 grał w pierwszej lidze greckiej, a w 1987 roku dotarł do półfinału Pucharu Grecji. Od 2008 roku występuje w rozgrywkach drugiej ligi greckiej.

## Sukcesy
- Puchar Grecji:
  - półfinał (1): 1987

## Reprezentanci kraju grający w klubie
- Angelos Anastiasiadis
- Polywios Chatzopulos
- Janis Kalitzakis
- Jorgos Kostikos
- Pawlos Papaioannu
- Jorgos Skartados
- Christos Velis
- Armand Guy Armand Feutchine
- Edouard N'Deki
- Aleksandar Stojanović
- Andy Papoulias